# British Academy of Film and Television Arts
The British Academy of Film and Television Arts (acronim, BAFTA), în limba română Academia britanică de artă a filmului și televiziunii, este o organizație non-profit din Marea Britanie, care găzduiește gale anuale de decernare ale premiilor organizației, care sunt cunoscute sub numele de Premiile BAFTA, oferite pentru realizări deosebite din film, televiziune, arta și tehnica televiziunii, jocuri video și pentru forme de animație.

## Introducere
Organizația British Academy of Film and Television Arts a fost fondată în 1947 ca o organizație non-profit sub numele inițial de British Film Academy (în română, Academia de film britanică), de către David Lean, Alexander Korda, Carol Reed, Charles Laughton, Roger Manvell și alte personalități marcante din industria de film a Marii Britanii.  În anul 1958, Academia a fuzionat cu o altă organizație profesionistă, Guild of Television Producers and Directors (Breasla producătorilor și regizorilor de televiziune) pentru a forma Society of Film and Television (Societatea de film și televiziune), care și-a schimbat numele în cel actual, British Academy of Film and Television Arts, în 1976.
Conform statutului său, BAFTA este organizație independentă non-profit "având misiunea de a susține, dezvolta și promova toate formele de artă care implică imagini în mișcare, prin identificarea și recompensarea excelentului, inspirind practicanții [acestor arte] și făcând ca publicul să beneficieze [de acestea]." (conform, 'BAFTA has a mission to "support, develop and promote the art forms of the moving image, by identifying and rewarding excellence, inspiring practitioners and benefiting the public" ').
În completarea ceremoniilor de acordare a premiilor anuale, BAFTA organizează programe de-a lungul întregului an, incluzând pre-prezentări de filme, întâlniri, evenimente, lecturi și interviuri cu oameni cunoscuți și apreciați din lumea filmului. Suportul material al BAFTA provine din calitatea de membru a peste 6.500 de oameni din industria filmului, televiziune și industria jocurilor video. Sediul principal al BAFTA este în Piccadilly în Londra, dar organizația are filiale în Scoția, Țara Galilor, New York City și Los Angeles.
Deși aceste patru sucursale au operat sub propriul lor nume, (BAFTA Scotland, BAFTA Cymru, BAFTA East Coast și BAFTA Los Angeles), în iulie 2010, toate aceatea au fost reunite ca fiind complet afiliate organizație mamă, BAFTA.

În noiembrie 2007 un program special dedicat aniversării BAFTA a fost prezentat pe postul de televiziune ITV, pentru a comemora cei 60 de la fondarea organizației, Happy Birthday BAFTA.

## Ceremonii

### Ceremonii pentru film
Ceremonia anuală de decernare a premiilor de film a BAFTA este cunoscută sub numele de British Academy Film Awards, sau „BAFTA” și recompensează cele mai bune lucrări de orice naționalitate văzute pe ecranele cinematografelor britanice în anul precedent. În 1949, Academia Britanică de Film, așa cum era cunoscută atunci, a prezentat primele premii pentru filmele realizate în 1947 și 1948. Din 2008, ceremonia a avut loc la Royal Opera House din Covent Garden în Londra. În anul 2000 a avut loc în cinematograful Odeon din Leicester Square. Din 2017, ceremonia BAFTA are loc la Royal Albert Hall.
Ceremonia a avut loc în cursul lunii aprilie sau mai a fiecărui an, dar începând cu 2002 a fost mutată în februarie pentru a preceda Premiile Academiei (Oscar) din Statele Unite, făcând Premiile BAFTA de film un precursor major al ceremoniilor Oscar.

### Premiile pentru televiziune
Ceremonia de decernare a premiilor de televiziune a Academiei Britanice are loc de obicei în lunile aprilie sau mai.
Premiile de televiziune, care sărbătoresc cele mai bune programe TV și seriale din ultimul an, sunt adesea denumite pur și simplu „BAFTA” sau, pentru a le diferenția de premiile pentru film, „Premiile BAFTA Television”. Acestea au fost acordate anual din 1954. Prima ceremonie a constat din șase categorii. Până în 1958, au fost premiați de Breasla Producătorilor și Regizorilor de Televiziune.
Din 1968 până în 1997, Premiile BAFTA pentru Film și Televiziune au fost prezentate împreună, dar din 1998 au fost prezentate la două ceremonii separate.

### Premii tehnice
Premiile tehnice pentru televiziune sunt acordate pentru performanțele din spatele camerei de filmat. În anul 2000 acestea au fost separate de premiile pentru televiziune. Printre categorii, sunt și cele pentru media interactivă, precum și premii pentru costume, montaj, makeup, imagine, decoruri, efecte vizuale sau sunet.

### Premiile pentru copii
Premiile pentru copii ale Academiei Britanice sunt acordate anual în luna noiembrie pentru a recompensa excelența în formele de artă ale imaginii în mișcare destinate copiilor. Acestea au fost acordate anual din 1969, cu excepția anilor 2020 și 2021, din cauza pandemiei de COVID-19.
Academia are o istorie de recunoaștere și recompensare a programelor pentru copii, prezentând două premii la ceremonia din 1969 – Premiul Flame of Knowledge pentru programele școlare și Premiul Harlequin pentru programele pentru copii.
Începând cu 2010, ceremonia de premiere include 19 categorii de filme, televiziune, jocuri video și conținut online.

### Premiile pentru jocuri video
Ceremonia de decernare a Premiilor pentru Jocurile Academiei Britanice are loc în mod tradițional în martie, la scurt timp după ceremonia de decernare a Premiilor Filmului din februarie.
BAFTA a recunoscut pentru prima dată jocurile video și alte medii interactive în cadrul ceremoniei sale inaugurale BAFTA Interactive Entertainment Awards în 1998, prima schimbare majoră a regulilor sale de la admiterea televiziunii cu treizeci de ani mai devreme. Printre primele jocuri câștigătoare s-au numărat GoldenEye 007, Gran Turismo și comedia interactivă MindGym, iar site-ul BBC News Online a câștigat la categoria știri patru ani consecutiv. Aceste premii au permis academiei să recunoască noi forme de divertisment care au implicat noi audiențe și au provocat expresiile tradiționale ale creativității.

## Președinți și vicepreședinți
Președinți
1. Ducele de Edinburgh (1959–1965)
2. Contele Mountbatten de Burma (1966–1972)
3. Prințesa Marii Britanii (1973–2001)
4. Lordul Attenborough de Richmond upon Thames (2001–2010)
5. Prințul William de Wales (2010–prezent)

Vicepreședinți
1. Lordul Attenborough (1973–1995)
2. Lordul Puttnam de Queensgate (1995–2004)